# Pandanaceae
Pandanáceas ou Pandâneas (Pandanaceae) são uma família de plantas da ordem Pandanales que inclui  805 espécies distribuídas em 3 gêneros.

## Gêneros
- Freycinetia
- Pandanus (700 spp.)
- Sararanga.